# Bundestagswahlkreis Darmstadt
Der Wahlkreis Darmstadt (Wahlkreis 185, bis zur Bundestagswahl 2021 Wahlkreis 186) ist ein Bundestagswahlkreis in Hessen. Der Wahlkreis umfasst die kreisfreie Stadt Darmstadt und aus dem Landkreis Darmstadt-Dieburg die Gemeinden und Städte Alsbach-Hähnlein, Bickenbach, Eppertshausen, Erzhausen, Griesheim, Messel, Modautal, Mühltal, Münster (Hessen), Ober-Ramstadt, Pfungstadt, Roßdorf, Seeheim-Jugenheim und Weiterstadt.

## Geschichte
| Wahl      | Wahlkreisname | Gebiet |
| --------- | ------------- | --- |
| 1949      | XX            | Stadt Darmstadt und Landkreis Darmstadt |
| 1953–1976 | 145 Darmstadt | Stadt Darmstadt und Landkreis Darmstadt |
| 1980–1998 | 143 Darmstadt | Kreisfreie Stadt Darmstadt und vom Landkreis Darmstadt-Dieburg die Gemeinden Alsbach-Hähnlein, Bickenbach, Erzhausen, Griesheim, Messel, Modautal, Mühltal, Ober-Ramstadt, Pfungstadt, Roßdorf, Seeheim-Jugenheim und Weiterstadt                    |
| 2002–2005 | 187 Darmstadt | Stadt Darmstadt, vom Landkreis Darmstadt-Dieburg die Gemeinden Alsbach-Hähnlein, Bickenbach, Eppertshausen, Erzhausen, Griesheim, Messel, Modautal, Mühltal, Münster (Hessen), Ober-Ramstadt, Pfungstadt, Roßdorf, Seeheim-Jugenheim und Weiterstadt |
| 2009–2021 | 186 Darmstadt | Stadt Darmstadt, vom Landkreis Darmstadt-Dieburg die Gemeinden Alsbach-Hähnlein, Bickenbach, Eppertshausen, Erzhausen, Griesheim, Messel, Modautal, Mühltal, Münster (Hessen), Ober-Ramstadt, Pfungstadt, Roßdorf, Seeheim-Jugenheim und Weiterstadt |

## Wahlkreisabgeordnete
| Wahl | Abgeordneter                             | Abgeordneter                             | Partei                                   | Stimmen in %                             |
| ---- | ---------------------------------------- | ---------------------------------------- | ---------------------------------------- | ---------------------------------------- |
| 1949 |                                          | Richard Hammer                           | FDP                                      | 36,8                                     |
| 1953 |                                          | Ludwig Metzger                           | SPD                                      | 42,5                                     |
| 1957 | 43,0                                     | Ludwig Metzger                           | SPD                                      |                                          |
| 1961 | 44,6                                     | Ludwig Metzger                           | SPD                                      |                                          |
| 1965 | 48,4                                     | Ludwig Metzger                           | SPD                                      |                                          |
| 1969 |                                          | Günther Metzger                          | SPD                                      | 54,2                                     |
| 1972 | 56,4                                     | Günther Metzger                          | SPD                                      |                                          |
| 1976 |                                          | Reinhold Staudt                          | SPD                                      | 48,4                                     |
| 1980 |                                          | Helga Timm                               | SPD                                      | 49,2                                     |
| 1983 | 46,1                                     | Helga Timm                               | SPD                                      |                                          |
| 1987 | 42,7                                     | Helga Timm                               | SPD                                      |                                          |
| 1990 |                                          | Eike Ebert                               | SPD                                      | 39,3                                     |
| 1994 |                                          | Andreas Storm                            | CDU                                      | 40,5                                     |
| 1998 |                                          | Walter Hoffmann                          | SPD                                      | 46,7                                     |
| 2002 | 48,4                                     | Walter Hoffmann                          | SPD                                      |                                          |
| 2005 |                                          | Brigitte Zypries                         | SPD                                      | 44,8                                     |
| 2009 | 35,0                                     | Brigitte Zypries                         | SPD                                      |                                          |
| 2013 | 37,3                                     | Brigitte Zypries                         | SPD                                      |                                          |
| 2017 |                                          | Astrid Mannes                            | CDU                                      | 30,7                                     |
| 2021 |                                          | Andreas Larem                            | SPD                                      | 27,4                                     |
| 2025 | keiner – ungenügende Zweitstimmendeckung | keiner – ungenügende Zweitstimmendeckung | keiner – ungenügende Zweitstimmendeckung | keiner – ungenügende Zweitstimmendeckung |

## Wahlergebnisse

### Bundestagswahl 2025
| Kandidaten                                                                      | Kandidaten                 | Parteien/Listen     | Erststimmen | Erststimmen | Zweitstimmen | Zweitstimmen |
| Kandidaten                                                                      | Kandidaten                 | Parteien/Listen     | Stimmen     | %           | Stimmen      | %            |
| ------------------------------------------------------------------------------- | -------------------------- | ------------------- | ----------- | ----------- | ------------ | ------------ |
|                                                                                 | Andreas Larem              | SPD                 | 42.398      | 21,1        | 37.368       | 18,5         |
|                                                                                 | Astrid Ursula Luise Mannes | CDU                 | 53.801      | 26,7        | 48.719       | 24,2         |
|                                                                                 | Andre Philip Krämer        | GRÜNE               | 43.629      | 21,7        | 38.495       | 19,1         |
|                                                                                 | Viola Gebek                | FDP                 | 6.626       | 3,3         | 9.664        | 4,8          |
|                                                                                 | Anja Swars                 | AfD                 | 27.391      | 13,6        | 27.443       | 13,6         |
|                                                                                 | Jakob Migenda              | Die Linke           | 15.384      | 7,6         | 22.541       | 11,2         |
|                                                                                 | Stella Streit              | FREIE WÄHLER        | 2.038       | 1,0         | 1.388        | 0,7          |
|                                                                                 | Mitja Stachowiak           | Tierschutzpartei    | 2.772       | 1,4         | 2.246        | 1,1          |
|                                                                                 | Roland Walther Hardt       | Die PARTEI          | 1.855       | 0,9         | 1.142        | 0,6          |
|                                                                                 | Ana Lena Herrling          | Volt                | 5.122       | 2,5         | 3.115        | 1,5          |
|                                                                                 | —                          | PdH                 | –           | –           | 249          | 0,1          |
|                                                                                 | Anna Schupp                | MLPD                | 244         | 0,1         | 86           | 0,0          |
|                                                                                 | —                          | BÜNDNIS DEUTSCHLAND | –           | –           | 287          | 0,1          |
|                                                                                 | —                          | BSW                 | –           | –           | 8.991        | 4,5          |
| Gesamt                                                                          | Gesamt                     | Gesamt              | 201.260     | 100         | 201.734      | 100          |
|                                                                                 |                            |                     |             |             |              |              |
| Ungültige Stimmen                                                               | Ungültige Stimmen          | Ungültige Stimmen   | 1.748       | 0,9         | 1.274        | 0,6          |
| Wähler                                                                          | Wähler                     | Wähler              | 203.008     | 84,8        | 203.008      | 84,8         |
| Wahlberechtigte                                                                 | Wahlberechtigte            | Wahlberechtigte     | 239.490     |             | 239.490      |              |
|                                                                                 |                            |                     |             |             |              |              |
| Anmerkung: kein Kandidat hat ein Direktmandat bekommen (siehe Wahlrechtsreform) |                            |                     |             |             |              |              |
|                                                                                 |                            |                     |             |             |              |              |
| Quellen: Die Bundeswahlleiterin, Kandidaten – Stimmen                           |                            |                     |             |             |              |              |

### Bundestagswahl 2021
| Kandidaten                                             | Kandidaten                 | Parteien/Listen      | Erststimmen | Erststimmen | Zweitstimmen | Zweitstimmen |
| Kandidaten                                             | Kandidaten                 | Parteien/Listen      | Stimmen     | %           | Stimmen      | %            |
| ------------------------------------------------------ | -------------------------- | -------------------- | ----------- | ----------- | ------------ | ------------ |
|                                                        | Astrid Mannes              | CDU                  | 42.351      | 22,7        | 34.472       | 18,4         |
|                                                        | Andreas Laremgewählt im WK | SPD                  | 51.046      | 27,4        | 49.273       | 26,3         |
|                                                        | Meysam Ehtemai             | AfD                  | 11.210      | 6,0         | 12.194       | 6,5          |
|                                                        | Julia von Buttlar          | FDP                  | 17.192      | 9,2         | 22.256       | 11,9         |
|                                                        | Daniela Wagner             | GRÜNE                | 44.364      | 23,8        | 41.948       | 22,4         |
|                                                        | Fırat Turgut-Wenzel        | DIE LINKE            | 9.332       | 5,0         | 10.764       | 5,8          |
|                                                        | –                          | Tierschutzpartei     | –           | –           | 2.626        | 1,4          |
|                                                        | Mario Pingel               | Die PARTEI           | 3.680       | 2,0         | 1.984        | 1,1          |
|                                                        | Harald Uhl                 | FREIE WÄHLER         | 3.237       | 1,7         | 2.139        | 1,1          |
|                                                        | –                          | PIRATEN              | –           | –           | 846          | 0,5          |
|                                                        | –                          | NPD                  | –           | –           | 165          | 0,1          |
|                                                        | –                          | ÖDP                  | –           | –           | 302          | 0,2          |
|                                                        | –                          | V-Partei³            | –           | –           | 165          | 0,1          |
|                                                        | Anna Schupp                | MLPD                 | 269         | 0,1         | 107          | 0,1          |
|                                                        | –                          | DKP                  | –           | –           | 86           | 0,0          |
|                                                        | Gerold Hiemenz             | dieBasis             | 3.129       | 1,7         | 2.679        | 1,4          |
|                                                        | –                          | Bündnis C            | –           | –           | 351          | 0,2          |
|                                                        | –                          | BÜNDNIS21            | –           | –           | 63           | 0,0          |
|                                                        | –                          | LKR                  | –           | –           | 57           | 0,0          |
|                                                        | –                          | Die Humanisten       | –           | –           | 292          | 0,2          |
|                                                        | –                          | Gesundheitsforschung | –           | –           | 226          | 0,1          |
|                                                        | –                          | Team Todenhöfer      | –           | –           | 1.450        | 0,8          |
|                                                        | –                          | Volt                 | –           | –           | 2.583        | 1,4          |
|                                                        | Mitja Stachowiak           | Einzelbewerber a     | 644         | 0,3         | –            | –            |
| Gesamt                                                 | Gesamt                     | Gesamt               | 186.454     | 100         | 187.028      | 100          |
|                                                        |                            |                      |             |             |              |              |
| Ungültige Stimmen                                      | Ungültige Stimmen          | Ungültige Stimmen    | 2.462       | 1,3         | 1.888        | 1,0          |
| Wähler                                                 | Wähler                     | Wähler               | 188.916     | 78,5        | 188.916      | 78,5         |
| Wahlberechtigte                                        | Wahlberechtigte            | Wahlberechtigte      | 240.763     |             | 240.763      |              |
|                                                        |                            |                      |             |             |              |              |
| Quellen: Die Bundeswahlleiterin, Kandidaten – Ergebnis |                            |                      |             |             |              |              |

### Bundestagswahl 2017
Die Bundestagswahl 2017 fand am Sonntag, den 24. September 2017, statt. In Hessen haben sich 20 Parteien mit ihrer Landesliste beworben. Die Allianz Deutscher Demokraten zog ihre Bewerbung zurück. Die Violetten wurde vom Landeswahlausschuss zurückgewiesen, da nicht die erforderlichen zweitausend Unterschriften zur Unterstützung vorgelegt wurden. Somit bewerben sich 18 Parteien mit ihren Landeslisten in Hessen. Auf den Landeslisten kandidieren insgesamt 353 Bewerber, davon nicht ganz ein Drittel (114) Frauen.
Der Wahlbezirk Sandwiese in Alsbach-Hähnlein bildete im Vergleich das bundesweiten Ergebnis am genauesten ab: Für die sechs großen Parteien wurde eine durchschnittliche Abweichung von lediglich 0,3 Prozentpunkten vom bundesweiten Gesamtergebnis erreicht.
| Gegenstand der Nachweisung         | Gegenstand der Nachweisung | Erst- stimmen | Erst- stimmen | Zweit- stimmen | Zweit- stimmen |
| Bewerber                           | Partei                     | Anzahl        | %             | Anzahl         | %              |
| ---------------------------------- | -------------------------- | ------------- | ------------- | -------------- | -------------- |
| Wahlberechtigte                    | Wahlberechtigte            | 242.622       | 100           | 242.622        | 100            |
| Wähler                             | Wähler                     | 192.674       | 79,4          | 192.674        | 79,4           |
| Ungültige Stimmen                  | Ungültige Stimmen          | 2.740         | 1,4           | 2.142          | 1,1            |
| Gültige Stimmen                    | Gültige Stimmen            | 189.934       | 98,6          | 190.532        | 98,9           |
| davon                              |                            |               |               |                |                |
| Astrid Mannes                      | CDU                        | 58.276        | 30,7          | 52.278         | 27,4           |
| Christel Sprößler                  | SPD                        | 56.483        | 29,7          | 42.675         | 22,4           |
| Daniela Wagner                     | GRÜNE                      | 26.949        | 14,2          | 27.312         | 14,3           |
| Michael Friedrichs                 | DIE LINKE                  | 16.149        | 8,5           | 19.540         | 10,3           |
| Frank Karnbach                     | AfD                        | 17.264        | 9,1           | 18.685         | 9,8            |
| Nicolas Frederic Helmut Wallhäußer | FDP                        | 11.750        | 6,2           | 20.901         | 11             |
|                                    | PIRATEN                    | -             | -             | 1.350          | 0,7            |
|                                    | NPD                        | -             | -             | 465            | 0,2            |
| Friedrich Herrmann                 | FREIE WÄHLER               | 2.571         | 1,4           | 1.184          | 0,6            |
|                                    | Die PARTEI                 | -             | -             | 2.270          | 1,2            |
|                                    | Büso                       | -             | -             | 39             | 0              |
| Anna Schupp                        | MLPD                       | 492           | 0,3           | 184            | 0,1            |
|                                    | BGE                        | -             | -             | 485            | 0,3            |
|                                    | DKP                        | -             | -             | 63             | 0              |
|                                    | DM                         | -             | -             | 410            | 0,2            |
|                                    | ÖDP                        | -             | -             | 537            | 0,3            |
|                                    | Tierschutzpartei           | -             | -             | 1.819          | 1,0            |
|                                    | V-Partei³                  | -             | -             | 335            | 0,2            |

### Bundestagswahl 2013
| Gegenstand der Nachweisung | Gegenstand der Nachweisung | Erst- stimmen | Erst- stimmen | Zweit- stimmen | Zweit- stimmen |
| Bewerber                   | Partei                     | Anzahl        | %             | Anzahl         | %              |
| -------------------------- | -------------------------- | ------------- | ------------- | -------------- | -------------- |
| Wahlberechtigte            | Wahlberechtigte            | 240.017       | 100,0         | 240.017        | 100,0          |
| Wähler                     | Wähler                     | 180.790       | 75,3          | 180.790        | 75,3           |
| Ungültige Stimmen          | Ungültige Stimmen          | 4.193         | 2,3           | 4.090          | 2,3            |
| Gültige Stimmen            | Gültige Stimmen            | 176.597       | 100,0         | 176.700        | 100,0          |
| davon                      |                            |               |               |                |                |
| Charles M. Huber           | CDU                        | 63.397        | 35,9          | 61.677         | 34,9           |
| Brigitte Zypries           | SPD                        | 65.820        | 37,3          | 50.416         | 28,5           |
| Angelika Nake              | FDP                        | 4.306         | 2,4           | 8.945          | 5,1            |
| Daniela Wagner             | GRÜNE                      | 20.704        | 11,7          | 25.149         | 14,2           |
| Walter Busch-Hübenbecker   | DIE LINKE                  | 9.111         | 5,2           | 11.866         | 6,7            |
| Björn Semrau               | PIRATEN                    | 5.033         | 2,8           | 5.508          | 3,1            |
| Sascha Arnold              | NPD                        | 1.437         | 0,8           | 1.354          | 0,8            |
|                            | REP                        | –             | –             | 303            | 0,2            |
|                            | BüSo                       | –             | –             | 62             | 0,0            |
|                            | MLPD                       | –             | –             | 96             | 0,1            |
| Stephan Georg Weber        | AfD                        | 6.789         | 3,8           | 9.169          | 5,2            |
|                            | pro Deutschland            | –             | –             | 154            | 0,1            |
|                            | FREIE WÄHLER               | –             | –             | 933            | 0,5            |
|                            | Die PARTEI                 | –             | –             | 991            | 0,6            |
|                            | PSG                        | –             | –             | 77             | 0,0            |

### Bundestagswahl 2009
| Gegenstand der Nachweisung | Gegenstand der Nachweisung | Erst- stimmen | Erst- stimmen | Zweit- stimmen | Zweit- stimmen |
| Bewerber                   | Partei                     | Anzahl        | %             | Anzahl         | %              |
| -------------------------- | -------------------------- | ------------- | ------------- | -------------- | -------------- |
| Wahlberechtigte            | Wahlberechtigte            | 233.622       | 100,0         | 233.622        | 100,0          |
| Wähler                     | Wähler                     | 176.435       | 75,5          | 176.435        | 75,5           |
| Ungültige Stimmen          | Ungültige Stimmen          | 3.467         | 2,0           | 3.050          | 1,7            |
| Gültige Stimmen            | Gültige Stimmen            | 172.968       | 100,0         | 173.385        | 100,0          |
| davon                      |                            |               |               |                |                |
| Brigitte Zypries           | SPD                        | 60.581        | 35,0          | 43.605         | 25,1           |
| Andreas Storm              | CDU                        | 60.536        | 35,0          | 49.924         | 28,8           |
| Christoph Hentzen          | FDP                        | 13.553        | 7,8           | 26.539         | 15,3           |
| Daniela Wagner             | GRÜNE                      | 20.963        | 12,1          | 29.727         | 17,1           |
| Walter Busch-Hübenbecker   | DIE LINKE                  | 11.213        | 6,5           | 14.869         | 8,6            |
| Klaus Dietrich             | NPD                        | 1.860         | 1,1           | 1.501          | 0,9            |
|                            | REP                        | –             | –             | 788            | 0,5            |
|                            | Die Tierschutzpartei       | –             | –             | 1.650          | 1,0            |
|                            | BüSo                       | –             | –             | 173            | 0,1            |
|                            | MLPD                       | –             | –             | 87             | 0,1            |
|                            | DVU                        | –             | –             | 132            | 0,1            |
| Nicole Hornung             | PIRATEN                    | 3.866         | 2,2           | 4.390          | 2,5            |
| Adolf Breitmeier           | ADM                        | 396           | 0,2           | –              | –              |

Obwohl Andreas Storm auf dem scheinbar sicheren Platz 4 der Landesliste abgesichert war, konnte er nicht über die Landesliste in den Bundestag einziehen, da die CDU 15 Direktmandate in Hessen erreichte. Da die hessische Union gemäß Zweitstimmen ebenfalls 15 Mandate erzielte, wurde kein einziger hessischer CDU-Abgeordneter über die Landesliste gewählt.
Daniela Wagner hingegen ist über die Landesliste der Grünen in den Bundestag eingezogen.

### Bundestagswahl 2005
| Gegenstand der Nachweisung | Gegenstand der Nachweisung | Erst- stimmen | Erst- stimmen | Zweit- stimmen | Zweit- stimmen |
| Bewerber                   | Partei                     | Anzahl        | %             | Anzahl         | %              |
| -------------------------- | -------------------------- | ------------- | ------------- | -------------- | -------------- |
| Wahlberechtigte            | Wahlberechtigte            | 229.735       | 100,0         | 229.735        | 100,0          |
| Wähler                     | Wähler                     | 183.416       | 79,8          | 183.416        | 79,8           |
| Ungültige Stimmen          | Ungültige Stimmen          | 4.169         | 2,3           | 3.641          | 2,0            |
| Gültige Stimmen            | Gültige Stimmen            | 179.247       | 100,0         | 179.775        | 100,0          |
| davon                      |                            |               |               |                |                |
| Brigitte Zypries           | SPD                        | 80.289        | 44,8          | 65.693         | 36,5           |
| Andreas Storm              | CDU                        | 67.498        | 37,7          | 54.617         | 30,4           |
| Jochen Partsch             | GRÜNE                      | 14.557        | 8,1           | 25.435         | 14,1           |
| Kerstin Laabs              | FDP                        | 6.584         | 3,7           | 19.442         | 10,8           |
| Heinz Schäfer              | Die Linke.                 | 6.955         | 3,9           | 9.452          | 5,3            |
|                            | REP                        | –             | –             | 936            | 0,5            |
|                            | Die Tierschutzpartei       | –             | –             | 1.375          | 0,8            |
| Klaus Dietrich             | NPD                        | 2.039         | 1,1           | 1.587          | 0,9            |
|                            | GRAUE                      | –             | –             | 757            | 0,4            |
|                            | BüSo                       | –             | –             | 119            | 0,1            |
| Karin Weber                | MLPD                       | 359           | 0,2           | 196            | 0,1            |
|                            | PSG                        | –             | –             | 166            | 0,1            |
| Harald Tilly               | PBC                        | 966           | 0,5           | –              | –              |

### Bundestagswahl 2002
| Gegenstand der Nachweisung | Gegenstand der Nachweisung | Erst- stimmen | Erst- stimmen | Zweit- stimmen | Zweit- stimmen |
| Bewerber                   | Partei                     | Anzahl        | %             | Anzahl         | %              |
| -------------------------- | -------------------------- | ------------- | ------------- | -------------- | -------------- |
| Wahlberechtigte            | Wahlberechtigte            | 229.095       | 100,0         | 229.095        | 100,0          |
| Wähler                     | Wähler                     | 185.863       | 81,1          | 185.863        | 81,1           |
| Ungültige Stimmen          | Ungültige Stimmen          | 3.974         | 2,1           | 3.471          | 1,9            |
| Gültige Stimmen            | Gültige Stimmen            | 181.889       | 100,0         | 182.392        | 100,0          |
| davon                      |                            |               |               |                |                |
| Walter Hoffmann            | SPD                        | 88.041        | 48,4          | 73.139         | 40,1           |
| Andreas Storm              | CDU                        | 65.393        | 36,0          | 58.383         | 32,0           |
| Iris Bachmann              | GRÜNE                      | 14.755        | 8,1           | 28.844         | 15,8           |
| Jan Dittrich               | FDP                        | 8.368         | 4,6           | 14.594         | 8,0            |
|                            | REP                        | –             | –             | 833            | 0,5            |
| Heinz Schäfer              | PDS                        | 2.114         | 1,2           | 2.896          | 1,6            |
| Alfred Fischer             | Die Tierschutzpartei       | 2.213         | 1,2           | 1.120          | 0,6            |
|                            | NPD                        | –             | –             | 552            | 0,3            |
| Sibylle Schömig            | GRAUE                      | 1.005         | 0,6           | 461            | 0,3            |
|                            | PBC                        | –             | –             | 395            | 0,2            |
|                            | CM                         | –             | –             | 114            | 0,1            |
|                            | ödp                        | –             | –             | 124            | 0,1            |
|                            | BüSo                       | –             | –             | 80             | 0,0            |
|                            | Schill                     | –             | –             | 857            | 0,5            |

### Bundestagswahl 1998
| Gegenstand der Nachweisung | Gegenstand der Nachweisung | Erst- stimmen | Erst- stimmen | Zweit- stimmen | Zweit- stimmen |
| Bewerber                   | Partei                     | Anzahl        | %             | Anzahl         | %              |
| -------------------------- | -------------------------- | ------------- | ------------- | -------------- | -------------- |
| Wahlberechtigte            | Wahlberechtigte            | 211.831       | 100,0         | 211.831        | 100,0          |
| Wähler                     | Wähler                     | 178.501       | 84,3          | 178.501        | 84,3           |
| Ungültige Stimmen          | Ungültige Stimmen          | 3.250         | 1,8           | 2.748          | 1,5            |
| Gültige Stimmen            | Gültige Stimmen            | 175.251       | 100,0         | 175.753        | 100,0          |
| davon                      |                            |               |               |                |                |
| Andreas Storm              | CDU                        | 65.790        | 37,5          | 53.725         | 30,6           |
| Walter Hoffmann            | SPD                        | 81.862        | 46,7          | 73.780         | 42,0           |
| Brigitte Rexroth           | GRÜNE                      | 14.437        | 8,2           | 22.176         | 12,6           |
| Thomas Damerau             | F.D.P.                     | 4.962         | 2,8           | 15.055         | 8,6            |
| Heinz Schäfer              | PDS                        | 2.018         | 1,2           | 2.812          | 1,6            |
|                            | APPD                       | –             | –             | 158            | 0,1            |
|                            | BüSo                       | –             | –             | 47             | 0,0            |
| Eugen Richter              | BFB – Die Offensive        | 604           | 0,3           | 468            | 0,3            |
|                            | Chance 2000                | –             | –             | 182            | 0,1            |
|                            | CM                         | –             | –             | 104            | 0,1            |
|                            | DVU                        | –             | –             | 1.222          | 0,7            |
| Sibylle Schömig            | GRAUE                      | 754           | 0,4           | 590            | 0,3            |
| Karl Hanisch               | REP                        | 2.716         | 1,5           | 2.428          | 1,4            |
| Gabriele Schmurr           | DIE FRAUEN                 | 488           | 0,3           | 310            | 0,2            |
|                            | Pro DM                     | –             | –             | 722            | 0,4            |
|                            | Die Tierschutzpartei       | –             | –             | 697            | 0,4            |
| Karl-Heinz Kaiser          | NPD                        | 709           | 0,4           | 524            | 0,3            |
| Doris Schmitt-Maisch       | NATURGESETZ                | 421           | 0,2           | 207            | 0,1            |
|                            | ödp                        | –             | –             | 123            | 0,1            |
|                            | PBC                        | –             | –             | 384            | 0,2            |
|                            | PSG                        | –             | –             | 39             | 0,0            |
| Henrik Kordes              | MLPD                       | 115           | 0,1           | –              | –              |
| Steffen Krieger            | Einzelbewerber             | 375           | 0,2           | –              | –              |

### Bundestagswahl 1994
| Gegenstand der Nachweisung | Gegenstand der Nachweisung | Erst- stimmen | Erst- stimmen | Zweit- stimmen | Zweit- stimmen |
| Bewerber                   | Partei                     | Anzahl        | %             | Anzahl         | %              |
| -------------------------- | -------------------------- | ------------- | ------------- | -------------- | -------------- |
| Wahlberechtigte            | Wahlberechtigte            | 211.465       | 100,0         | 211.465        | 100,0          |
| Wähler                     | Wähler                     | 175.046       | 82,8          | 175.046        | 82,8           |
| Ungültige Stimmen          | Ungültige Stimmen          | 4.348         | 2,5           | 2.219          | 1,3            |
| Gültige Stimmen            | Gültige Stimmen            | 170.698       | 100,0         | 172.827        | 100,0          |
| davon                      |                            |               |               |                |                |
| Andreas Storm              | CDU                        | 69.119        | 40,5          | 62.414         | 36,1           |
| Eike Ebert                 | SPD                        | 64.620        | 37,9          | 66.470         | 38,5           |
| Rolf Meyer                 | F.D.P.                     | 6.598         | 3,9           | 14.609         | 8,5            |
| Jürgen Barth               | GRÜNE                      | 23.245        | 13,6          | 21.748         | 12,6           |
| Isolde Rappel              | REP                        | 2.739         | 1,6           | 2.815          | 1,6            |
| Irine Mroczek              | PDS                        | 1.531         | 0,9           | 2.109          | 1,2            |
|                            | Solidarität                | –             | –             | 46             | 0,0            |
| Sibylle Schömig            | DIE GRAUEN                 | 1.523         | 0,9           | 980            | 0,6            |
| Doris Schmitt-Maisch       | NATURGESETZ                | 733           | 0,4           | 557            | 0,3            |
|                            | MLPD                       | –             | –             | 39             | 0,0            |
| Bernd Klebl                | ÖDP                        | 590           | 0,3           | 342            | 0,2            |
|                            | PBC                        | –             | –             | 698            | 0,4            |

### Bundestagswahl 1990
| Gegenstand der Nachweisung | Gegenstand der Nachweisung | Erst- stimmen | Erst- stimmen | Zweit- stimmen | Zweit- stimmen |
| Bewerber                   | Partei                     | Anzahl        | %             | Anzahl         | %              |
| -------------------------- | -------------------------- | ------------- | ------------- | -------------- | -------------- |
| Wahlberechtigte            | Wahlberechtigte            | 212.413       | 100,0         | 212.413        | 100,0          |
| Wähler                     | Wähler                     | 172.822       | 81,4          | 172.822        | 81,4           |
| Ungültige Stimmen          | Ungültige Stimmen          | 2.983         | 1,7           | 2.177          | 1,3            |
| Gültige Stimmen            | Gültige Stimmen            | 169.839       | 100,0         | 170.645        | 100,0          |
| davon                      |                            |               |               |                |                |
| Gerhard O. Pfeffermann     | CDU                        | 65.646        | 38,7          | 61.855         | 36,2           |
| Eike Ebert                 | SPD                        | 66.805        | 39,3          | 66.173         | 38,8           |
| Michael Will-Gaertner      | GRÜNE                      | 17.613        | 10,4          | 13.895         | 8,1            |
| Dierk Molter               | F.D.P.                     | 14.210        | 8,4           | 21.692         | 12,7           |
| Sybille Schömig            | DIE GRAUEN                 | 2.754         | 1,6           | 1.880          | 1,1            |
|                            | REP                        | –             | –             | 2.848          | 1,7            |
| Klaus Dietrich             | NPD                        | 1.682         | 1,0           | 781            | 0,5            |
| Monika Elisabeth Zickwolff | ÖDP                        | 1.129         | 0,7           | 713            | 0,4            |
|                            | PDS                        | –             | –             | 808            | 0,5            |

### Bundestagswahl 1987
| Gegenstand der Nachweisung | Gegenstand der Nachweisung | Erst- stimmen | Erst- stimmen | Zweit- stimmen | Zweit- stimmen |
| Bewerber                   | Partei                     | Anzahl        | %             | Anzahl         | %              |
| -------------------------- | -------------------------- | ------------- | ------------- | -------------- | -------------- |
| Wahlberechtigte            | Wahlberechtigte            | 206.652       | 100,0         | 206.652        | 100,0          |
| Wähler                     | Wähler                     | 176.537       | 85,4          | 176.537        | 85,4           |
| Ungültige Stimmen          | Ungültige Stimmen          | 3.031         | 1,7           | 2.187          | 1,2            |
| Gültige Stimmen            | Gültige Stimmen            | 173.506       | 100,0         | 174.350        | 100,0          |
| davon                      |                            |               |               |                |                |
| Gerhard O. Pfeffermann     | CDU                        | 69.869        | 40,3          | 64.920         | 37,2           |
| Helga Timm                 | SPD                        | 74.089        | 42,7          | 66.480         | 38,1           |
| Klaus-Jürgen Hoffie        | F.D.P.                     | 9.498         | 5,5           | 18.194         | 10,4           |
| Volker Hundertmark         | GRÜNE                      | 16.682        | 9,6           | 22.512         | 12,9           |
|                            | FRAUEN                     | –             | –             | 542            | 0,3            |
|                            | MLPD                       | –             | –             | 85             | 0,0            |
| Thomas Merget              | NPD                        | 1.133         | 0,7           | 1.105          | 0,6            |
|                            | ÖDP                        | –             | –             | 375            | 0,2            |
| Klaus Graemer              | Patrioten                  | 166           | 0,1           | 137            | 0,1            |
| Artur Ruemmler             | FRIEDEN                    | 2.069         | 1,2           | –              | –              |

### Bundestagswahl 1983
| Gegenstand der Nachweisung | Gegenstand der Nachweisung | Erst- stimmen | Erst- stimmen | Zweit- stimmen | Zweit- stimmen |
| Bewerber                   | Partei                     | Anzahl        | %             | Anzahl         | %              |
| -------------------------- | -------------------------- | ------------- | ------------- | -------------- | -------------- |
| Wahlberechtigte            | Wahlberechtigte            | 198.841       | 100,0         | 198.841        | 100,0          |
| Wähler                     | Wähler                     | 178.702       | 89,9          | 178.702        | 89,9           |
| Ungültige Stimmen          | Ungültige Stimmen          | 2.732         | 1,5           | 1.635          | 0,9            |
| Gültige Stimmen            | Gültige Stimmen            | 175.970       | 100,0         | 177.067        | 100,0          |
| davon                      |                            |               |               |                |                |
| Helga Timm                 | SPD                        | 81.157        | 46,1          | 76.181         | 43,0           |
| Gerhard O. Pfeffermann     | CDU                        | 76.504        | 43,5          | 71.075         | 40,1           |
| Klaus-Jürgen Hoffie        | F.D.P.                     | 6.208         | 3,5           | 14.232         | 8,0            |
| Heinz Schäfer              | DKP                        | 666           | 0,4           | 425            | 0,2            |
| Karl Friedrich             | GRÜNE                      | 11.212        | 6,4           | 14.630         | 8,3            |
| Renate Rumpf               | EAP                        | 223           | 0,1           | 153            | 0,1            |
|                            | NPD                        | –             | –             | 371            | 0,2            |

### Bundestagswahl 1980
| Gegenstand der Nachweisung | Gegenstand der Nachweisung | Erst- stimmen | Erst- stimmen | Zweit- stimmen | Zweit- stimmen |
| Bewerber                   | Partei                     | Anzahl        | %             | Anzahl         | %              |
| -------------------------- | -------------------------- | ------------- | ------------- | -------------- | -------------- |
| Wahlberechtigte            | Wahlberechtigte            | 195.984       | 100,0         | 195.984        | 100,0          |
| Wähler                     | Wähler                     | 175.135       | 89,4          | 175.135        | 89,4           |
| Ungültige Stimmen          | Ungültige Stimmen          | 2.494         | 1,4           | 1.898          | 1,1            |
| Gültige Stimmen            | Gültige Stimmen            | 172.641       | 100,0         | 173.237        | 100,0          |
| davon                      |                            |               |               |                |                |
| Helga Timm                 | SPD                        | 84.910        | 49,2          | 83.628         | 48,3           |
| Gerhard O. Pfeffermann     | CDU                        | 64.619        | 37,4          | 63.130         | 36,4           |
| Klaus-Jürgen Hoffie        | F.D.P.                     | 16.401        | 9,5           | 21.186         | 12,2           |
| Heinz Schäfer              | DKP                        | 717           | 0,4           | 495            | 0,3            |
| Karl Kerschgens            | GRÜNE                      | 5.533         | 3,2           | 4.331          | 2,5            |
|                            | EAP                        | –             | –             | 34             | 0,0            |
| Gabriele Feller            | KBW                        | 109           | 0,1           | 75             | 0,0            |
|                            | NPD                        | –             | –             | 309            | 0,2            |
|                            | V                          | –             | –             | 49             | 0,0            |
| Bertold Künzinger          | Einzelbewerber             | 352           | 0,2           | –              | –              |

### Bundestagswahl 1976
| Gegenstand der Nachweisung | Gegenstand der Nachweisung | Erst- stimmen | Erst- stimmen | Zweit- stimmen | Zweit- stimmen |
| Bewerber                   | Partei                     | Anzahl        | %             | Anzahl         | %              |
| -------------------------- | -------------------------- | ------------- | ------------- | -------------- | -------------- |
| Wahlberechtigte            | Wahlberechtigte            | 189.043       | 100,0         | 189.043        | 100,0          |
| Wähler                     | Wähler                     | 173.088       | 91,6          | 173.088        | 91,6           |
| Ungültige Stimmen          | Ungültige Stimmen          | 1.943         | 1,1           | 1.569          | 0,9            |
| Gültige Stimmen            | Gültige Stimmen            | 171.145       | 100,0         | 171.519        | 100,0          |
| davon                      |                            |               |               |                |                |
| Reinhold Staudt            | SPD                        | 82.852        | 48,4          | 81.332         | 47,4           |
| Gerhard O. Pfeffermann     | CDU                        | 70.340        | 41,1          | 70.346         | 41,0           |
| Klaus-Jürgen Hoffie        | F.D.P.                     | 14.792        | 8,6           | 17.563         | 10,2           |
|                            | AUD                        | –             | –             | 166            | 0,1            |
|                            | AVP                        | –             | –             | 25             | 0,0            |
| Heinz Schäfer              | DKP                        | 1.347         | 0,8           | 944            | 0,6            |
|                            | EAP                        | –             | –             | 52             | 0,0            |
|                            | KPD                        | –             | –             | 134            | 0,1            |
| Anette Mönich              | KBW                        | 510           | 0,3           | 318            | 0,2            |
| Ernst Anrich               | NPD                        | 719           | 0,4           | 639            | 0,4            |
| Klaus Löbisch              | Einzelbewerber             | 585           | 0,3           | –              | –              |

### Bundestagswahl 1972
| Gegenstand der Nachweisung | Gegenstand der Nachweisung | Erst- stimmen | Erst- stimmen | Zweit- stimmen | Zweit- stimmen |
| Bewerber                   | Partei                     | Anzahl        | %             | Anzahl         | %              |
| -------------------------- | -------------------------- | ------------- | ------------- | -------------- | -------------- |
| Wahlberechtigte            | Wahlberechtigte            | 186.636       | 100,0         | 186.636        | 100,0          |
| Wähler                     | Wähler                     | 172.031       | 92,2          | 172.031        | 92,2           |
| Ungültige Stimmen          | Ungültige Stimmen          | 1.671         | 1,0           | 1.148          | 0,7            |
| Gültige Stimmen            | Gültige Stimmen            | 170.360       | 100,0         | 170.883        | 100,0          |
| davon                      |                            |               |               |                |                |
| Günther Metzger            | SPD                        | 96.006        | 56,4          | 84.406         | 49,4           |
| Gerhard O. Pfeffermann     | CDU                        | 62.016        | 36,4          | 62.622         | 36,6           |
| Klaus-Jürgen Hoffie        | F.D.P.                     | 9.941         | 5,8           | 21.874         | 12,8           |
| Heinz Schäfer              | DKP                        | 1.018         | 0,6           | 708            | 0,4            |
| Manfred Bauer              | EFP                        | 334           | 0,2           | 278            | 0,2            |
| Ernst Anrich               | NPD                        | 1.045         | 0,6           | 995            | 0,6            |

### Bundestagswahl 1969
| Gegenstand der Nachweisung | Gegenstand der Nachweisung | Erst- stimmen | Erst- stimmen | Zweit- stimmen | Zweit- stimmen |
| Bewerber                   | Partei                     | Anzahl        | %             | Anzahl         | %              |
| -------------------------- | -------------------------- | ------------- | ------------- | -------------- | -------------- |
| Wahlberechtigte            | Wahlberechtigte            | 172.987       | 100,0         | 172.987        | 100,0          |
| Wähler                     | Wähler                     | 153.580       | 88,8          | 153.580        | 88,8           |
| Ungültige Stimmen          | Ungültige Stimmen          | 3.111         | 2,0           | 2.688          | 1,8            |
| Gültige Stimmen            | Gültige Stimmen            | 150.469       | 100,0         | 150.892        | 100,0          |
| davon                      |                            |               |               |                |                |
| Günther Metzger            | SPD                        | 81.591        | 54,2          | 77.344         | 51,3           |
| Walter Löhr                | CDU                        | 52.193        | 34,7          | 53.086         | 35,2           |
| Hermann Molter             | FDP                        | 8.002         | 5,3           | 10.747         | 7,1            |
| Werner Weismantel          | ADF                        | 1.282         | 0,9           | 1.172          | 0,8            |
| Hans-Joachim Krüger        | EP                         | 688           | 0,5           | 618            | 0,4            |
|                            | GPD                        | –             | –             | 368            | 0,2            |
| Ernst Anrich               | NPD                        | 6.713         | 4,5           | 7.557          | 5,0            |

### Bundestagswahl 1965
| Gegenstand der Nachweisung | Gegenstand der Nachweisung | Erst- stimmen | Erst- stimmen | Zweit- stimmen | Zweit- stimmen |
| Bewerber                   | Partei                     | Anzahl        | %             | Anzahl         | %              |
| -------------------------- | -------------------------- | ------------- | ------------- | -------------- | -------------- |
| Wahlberechtigte            | Wahlberechtigte            | 169.383       | 100,0         | 169.383        | 100,0          |
| Wähler                     | Wähler                     | 148.400       | 87,6          | 148.400        | 87,6           |
| Ungültige Stimmen          | Ungültige Stimmen          | 3.955         | 2,7           | 4.363          | 2,9            |
| Gültige Stimmen            | Gültige Stimmen            | 144.445       | 100,0         | 144.037        | 100,0          |
| davon                      |                            |               |               |                |                |
| Ludwig Metzger             | SPD                        | 69.867        | 48,4          | 66.937         | 46,5           |
| Walter Löhr                | CDU                        | 53.453        | 37,0          | 52.528         | 36,5           |
| Jens Hoffmann              | FDP                        | 14.914        | 10,3          | 17.479         | 12,1           |
| Rudolf Altfuldisch         | AUD                        | 387           | 0,3           | 400            | 0,3            |
| Günther Klees              | DFU                        | 2.451         | 1,7           | 2.896          | 2,0            |
| Klaus-Dieter Böhme         | NPD                        | 3.373         | 2,3           | 3.797          | 2,6            |

### Bundestagswahl 1961
| Gegenstand der Nachweisung | Gegenstand der Nachweisung | Erst- stimmen | Erst- stimmen | Zweit- stimmen | Zweit- stimmen |
| Bewerber                   | Partei                     | Anzahl        | %             | Anzahl         | %              |
| -------------------------- | -------------------------- | ------------- | ------------- | -------------- | -------------- |
| Wahlberechtigte            | Wahlberechtigte            | 164.053       | 100,0         | 164.053        | 100,0          |
| Wähler                     | Wähler                     | 147.346       | 89,8          | 147.346        | 89,8           |
| Ungültige Stimmen          | Ungültige Stimmen          | 4.785         | 3,2           | 7.577          | 5,1            |
| Gültige Stimmen            | Gültige Stimmen            | 142.561       | 100,0         | 139.769        | 100,0          |
| davon                      |                            |               |               |                |                |
| Eckhard Reith              | CDU                        | 48.255        | 33,8          | 47.130         | 33,7           |
| Ludwig Metzger             | SPD                        | 63.585        | 44,6          | 60.866         | 43,5           |
| Jens Hoffmann              | FDP                        | 22.535        | 15,8          | 23.017         | 16,5           |
| Erich Hübner               | GDP (DP-BHE)               | 3.316         | 2,3           | 3.500          | 2,5            |
| Ernst Schwiethal           | DFU                        | 3.846         | 2,7           | 4.160          | 3,0            |
| Bernhard Brünsing          | DRP                        | 1.024         | 0,7           | 1.096          | 0,8            |

### Bundestagswahl 1957
| Gegenstand der Nachweisung | Gegenstand der Nachweisung | Erst- stimmen | Erst- stimmen | Zweit- stimmen | Zweit- stimmen |
| Bewerber                   | Partei                     | Anzahl        | %             | Anzahl         | %              |
| -------------------------- | -------------------------- | ------------- | ------------- | -------------- | -------------- |
| Wahlberechtigte            | Wahlberechtigte            | 150.548       | 100,0         | 150.548        | 100,0          |
| Wähler                     | Wähler                     | 135.710       | 90,1          | 135.710        | 90,1           |
| Ungültige Stimmen          | Ungültige Stimmen          | 4.643         | 3,4           | 7.352          | 5,4            |
| Gültige Stimmen            | Gültige Stimmen            | 131.067       | 100,0         | 128.358        | 100,0          |
| davon                      |                            |               |               |                |                |
| Ludwig Metzger             | SPD                        | 56.297        | 43,0          | 53.396         | 41,6           |
| Ernst Holtzmann            | CDU                        | 51.317        | 39,2          | 50.018         | 39,0           |
| Heinrich Rodemer           | FDP                        | 14.963        | 11,4          | 14.981         | 11,7           |
| Erich Hübner               | GB/BHE                     | 3.950         | 3,0           | 4.334          | 3,4            |
| Siegfried Schneewolf       | DP                         | 3.127         | 2,4           | 4.018          | 3,1            |
| Rudolf Graßmann            | BdD                        | 419           | 0,3           | 486            | 0,4            |
| Adolf Hirth                | DRP                        | 994           | 0,8           | 1.125          | 0,9            |

### Bundestagswahl 1953
| Gegenstand der Nachweisung | Gegenstand der Nachweisung | Erst- stimmen | Erst- stimmen | Zweit- stimmen | Zweit- stimmen |
| Bewerber                   | Partei                     | Anzahl        | %             | Anzahl         | %              |
| -------------------------- | -------------------------- | ------------- | ------------- | -------------- | -------------- |
| Wahlberechtigte            | Wahlberechtigte            | 135.375       | 100,0         | 135.375        | 100,0          |
| Wähler                     | Wähler                     | 119.049       | 87,9          | 119.049        | 87,9           |
| Ungültige Stimmen          | Ungültige Stimmen          | 4.508         | 3,8           | 5.669          | 4,8            |
| Gültige Stimmen            | Gültige Stimmen            | 114.541       | 100,0         | 113.380        | 100,0          |
| davon                      |                            |               |               |                |                |
| Ernst Holtzmann            | CDU                        | 22.415        | 19,6          | 28.981         | 25,6           |
| Ludwig Metzger             | SPD                        | 48.690        | 42,5          | 45.596         | 40,2           |
| Richard Hammer             | FDP                        | 33.357        | 29,1          | 27.019         | 23,8           |
| Alexander Kurl             | GB/BHE                     | 3.533         | 3,1           | 3.996          | 3,5            |
| Rudolf Kreutzer            | DP                         | 923           | 0,8           | 1.481          | 1,3            |
| Wilhelm Hartmann           | KPD                        | 4.298         | 3,8           | 4.439          | 3,9            |
| Georg Wittich              | GVP                        | 1.325         | 1,2           | 1.868          | 1,6            |

### Bundestagswahl 1949
|                   | Partei            | Anzahl  | %     |
| ----------------- | ----------------- | ------- | ----- |
| Wahlberechtigte   | Wahlberechtigte   | 119.379 | 100,0 |
| Wähler            | Wähler            | 96.485  | 80,8  |
| Ungültige Stimmen | Ungültige Stimmen | 6.913   | 7,2   |
| Gültige Stimmen   | Gültige Stimmen   | 89.572  | 100,0 |
| davon             |                   |         |       |
| Ludwig Engel      | SPD               | 31.114  | 34,7  |
| Walter Strauß     | CDU               | 10.614  | 11,8  |
| Richard Hammer    | FDP               | 32.948  | 36,8  |
| Ludwig Keil       | KPD               | 9.702   | 10,8  |
| Reinhold Stiepel  | Unabhängiger      | 5.194   | 5,8   |